# Julija Gotovskytė
Julija Gotovskytė (* 20. Januar 1988) ist eine ehemalige litauische Tennisspielerin.

## Karriere
Gotovskytė spielte Turniere der ITF Women’s World Tennis Tour, konnte aber keinen Titel gewinnen.
Im Fed Cup trat sie 2007 für die Litauische Fed-Cup-Mannschaft an, verlor aber alle sieben Matches, in denen sie eingesetzt wurde, davon vier im Einzel und drei im Doppel.